# Carl Kress (Filmeditor)
Carl Alan Kress (* 3. Februar 1937 in Los Angeles) ist ein US-amerikanischer Filmeditor, der sowohl einen Oscar für den besten Schnitt als auch einen Emmy für herausragende Leistungen beim Filmschnitt gewann.

## Leben
Kress, Sohn des ebenfalls als Filmeditor tätigen Harold F. Kress, begann seine Laufbahn als Editor in der Filmwirtschaft Hollywoods 1964 bei der Fernsehserie Men in Crisis und wirkte bis heute an der Herstellung von fast vierzig Filmen und Fernsehserien mit.
Bei der Oscarverleihung 1975 gewann er zusammen mit seinem Vater einen Oscar für den besten Schnitt in dem Katastrophenfilm Flammendes Inferno (1974) von John Guillermin mit Steve McQueen, Paul Newman und William Holden in den Hauptrollen. Zugleich waren er und sein Vater für den Schnitt in diesem Film für den Eddie nominiert, den Preis der American Cinema Editors (ACE).
Für den von der ABC produzierten Fernsehfilm Die Nacht, als die Marsmenschen Amerika angriffen (The Night That Panicked America, 1975) von Joseph Sargent mit Vic Morrow, Cliff De Young und Michael Constantine erhielt er 1976 gemeinsam mit Charles L. Campbell, Lawrence E. Neiman, Colin C. Mouat, Larry Carow, Donald L. Warner Jr., John W. Singleton, Thomas McMullen, Joe Divitale, John Kline und John Hanley einen Emmy für herausragende Verdienste beim Filmschnitt.

## Filmografie (Auswahl)
- 1964: Men in Crisis (Fernsehserie)
- 1965: France: Conquest to Liberation (Fernsehdokumentation)
- 1974: Flammendes Inferno (The Towering Inferno)
- 1976: Der blaue Vogel (The Blue Bird)
- 1976: Die Sklavenhölle der Mandingos (Drum)
- 1980: Agentenpoker (Hopscotch)
- 1983: Auf dem Highway ist wieder die Hölle los (Cannonball Run II)
- 1984: Airwolf (Fernsehserie)
- 1985: Tales of Meeting and Parting (Kurzfilm)
- 1988: Bloodsport
- 1991: Wedlock
- 2009: Night Train

## Auszeichnungen
- 1975: Oscar für den besten Schnitt
- 1976: Emmy für herausragende Leistungen beim Filmschnitt